# 로잔학파
로잔학파(Lausanne School) 또는 수학파는 레옹 발라스와 빌프레도 파레토를 둘러싼 신고전파 경제학파를 가리킨다. 이 학파는 발라스와 파레토가 교수직을 맡았던 로잔 대학교의 이름을 따서 명명되었다. 폴란드 경제학자 레온 위니아르스키(Leon Winiarski)도 로잔학파의 회원이었다고 한다.

## 배경
'로잔학파'라는 용어는 수학자 헤르만 로랑(Hermann Laurent)의 논문 "Petit traite d'economie politique mathematique"(수학적 정치경제학에 관한 소논문)에서 처음 만들어졌다. 로잔학파의 핵심 특징은 일반균형이론의 발전이었다. 로랑의 기사는 이 이론의 단순화된 버전을 제시했다.